# Agrilus gillespiensis
Agrilus gillespiensis es una especie de insecto del género Agrilus, familia Buprestidae, orden Coleoptera. Fue descrita científicamente por Knull, 1947.
Mide 5 mm. Se encuentra en Texas. Las larvas en Celtis, Ulmaceae.